# Задзик, Якуб
Якуб Задзик (1582, Дружбин под Серадзем — 17 марта 1642, Бодзентын) — римско-католический и государственный деятель Речи Посполитой, епископ хелминский (1624—1635) и краковский (1635—1642), подканцлер коронный (1627—1628), канцлер великий коронный (1628—1635), секретарь великий коронный с 1613 года, регент большой канцелярии, дипломат.

## Молодость и образование
Представитель польского шляхетского рода Задзик герба «Кораб». Младший из 12 сыновей Якуба Задзика и Ядвиги из Борсов. Учился в иезуитской коллегии в Калише, затем в Краковском университете, Перужде и Риме. В университете Перуджи получил степень доктор права, а в Риме изучал теологию. В 1604 году в Риме Якуб Задзик был рукоположён в священники. Каноник гнезненский (1606), краковский (1608), варшавский (1611), вроцлавский (1612) и познанский (1619).

## Начало карьеры
Якуб Задзик связал свою карьеру с королевской канцелярией. В 1608 году он снова находился в Риме, где приобрел опыт работы в римской курии. После возвращения на родину работал в канцелярии подканцлера коронного Вавринца Гембицкого, который в 1609 году отправил Задзика к польскому королю Сигизмунду III Вазе, находившемуся под Смоленском. В 1612 году он участвовал в московской военной кампании.

## Епископ хелминский
В 1624 году после смерти Яна Кучборского Якуб Задзик получил от польского короля название на должность епископа хелминского. 2 декабря 1624 года получил от папы римского назначение на эту должность. Также он стал пробстом плоцкого кафедрального собора и ленчицкого схоластика. Вступил в управление епархией 14 февраля 1625 года, сан епископа принял 13 апреля в Варшаве, а 30 апреля прошёл ингресс в Хелмненском соборе. 10 апреля принимал участие в областном сеймике Королевской Пруссии в Грудзендзе, где получил индигенат. Активно занимался делами своей епархии, в которой проживал постоянно до середины 1627 года. Выдал новую ординацию для Хелмно, а в 1627 году начал строительство епископского замка в Любаве. После начала войны со Швецией епископ хелминский Якуб Задзик поручил своим подчинённым начать молиться за мир. После своего назначения на должность канцлера позднее редко находился в своей епархии. На провинциальном синоде в Пётркуве его заменил каноник Валентин Щавинский. После окончания войны со Швецией приказал вернуться в епархию всем священникам, которые её покинули во время военных действий. 8 ноября 1630 года установил докторский каноникат в хелминском кафедральном капитуле. В 1632 году был избран депутатом от Хелмненского воеводства на элекционный сейм, где поддержал кандидатуру Владислава IV Вазы на польский королевский трон. В 1634 году во время своего пребывания в Торуни защищал права католиков, проживавших в городе.

## Канцлер и дипломат
Во время польско-шведской войны Якуб Задзик на варшавском сейме 18 ноября 1627 года был назначен подканцлером коронным, а 10 августа 1628 года стал канцлером великим коронным. Был выдающимся дипломатом, ориентировавшимся в вопросах внешней и внутренней политики. Он был ярым сторонником заключения мира со Швецией и реформирования казначейства. В 1629 году Якуб Задзик возглавлял польскую делегацию на мирных переговорах со Швецией. На сейме в 1631 году требовал военной защиты для Королевской Пруссии.
В 1632 году Якуб Задзик участвовал в элекции нового польского короля Владислава IV Вазы и его коронации. В качестве королевского представителя вёл переговоры с московским посольством в 1634 году и участвовал в подписании Поляновского мира с Русским государством. Затем вёл переговоры со Швецией, которые завершились в 1635 году подписанием 26-летнего перемирия в Штумсдорфе. 29 ноября 1635 года в связи с назначением на должность епископа краковского подал в отставку с должность канцлера великого коронного.

## Епископ краковский
26 февраля 1635 года Якуб Задзик получил от короля Владислава Вазы назначение на должность епископа краковского, а папское утверждение — 17 сентября 1635 года. Всутпил в управление епархией 30 октября 1635 года, а его ингресс состоялся в Ваавельском кафедральном соборе 2 февраля 1636 года. Освободившись от государственных занятий, занялся пастырской деятельностью и управлением епархии. В Кракове построил костёл Святого Юзефа с монастырем бернардинок, где первой настоятельницей стала его сестра Тереза Задзик. В Кельце построил епископский дворец, который принадлежит к самым красивым польским резиденциям. В Вавельском соборе отремонтировал часовню Святого Иоанна Крестителя, в которой он был похоронен. В 1638 году отказался принять должность архиепископа гнезненского.